# Reservoir (Central Park)
El Reservoir és la principal bassa de Central Park, a New York. S'allarga sobre una superfície de 42.9 hectàrees i fou construït entre 1858 i 1862.
El 1994, és rebatejat Jacqueline Kennedy Onassis Reservoir en honor de la Novaiorquesa Jacqueline Kennedy-Onassis, dona del 35è president americà John Fitzgerald Kennedy. (Ref : (anglès) New York Times Report)
S'allarga sobre gairebé tota l'amplada del parc d'est a oest, i del carrer 86 al 96 del sud al nord. Ofereix una circumferència de 2,54Km aproximadament, molt preuada pels esportistes. D'una profunditat de 40 peus (és a dir 12,192m), acull més de mil milions de litres d'aigua, que serveix essencialment per a l'alimentació d'aigua potable als habitants de l'illa de Manhattan.
Contribueix activament al bé del parc, sobretot a l'estiu, quan l'evaporació de l'aigua refreda sensiblement l'ambient proper. Ofereix igualment una vista magnífica de Manhattan des del parc, i recíprocament, en conseqüència dels treballs de reconstrucció del paisatge de la rodalia del lloc (2,5 milions de $).
Els treballs de rehabilitació es van acabar a finals de 2003, amb la col·locació d'un nou tancat d'acer amb ornamentacions de fosa, molt semblant al tancat original que hi havia de 1864 a 1926. Aquesta realització, d'un cost de 2 milions de $, fou finançat per una donació generosa de Donna i Marvin Schwartz. La pista de la reserva és particularment deliciosa per als passeigs. La salven 3 ponts per a vianants de fosa, dels que el n° 28, conegut de manera més comuna amb el nom de pont gòtic a causa de corbes de les seves ferreteries que recorden l'arquitectura d'una església gòtica.
A la primavera, el recorregut d'aquesta pista és encara més meravellós per la presència de cirerers florits. Alguns d'aquests cirerers són entre els arbres més vells del parc, alguns datant d'una donació del Japó el 1912 per commemorar l'Hudson-Fulton Centenari. Aquesta pista és també molt preuada pels ornitòlegs aficionats, que han pogut localitzar més de 20 espècies d'ocells aquàtics. Aquestes observacions són particularment més enriquidores a l'hivern, sent els altres punts d'observació menys actius.